# Astragalus eucosmus
Astragalus eucosmus es una especie de planta del género Astragalus, de la familia de las leguminosas, orden Fabales.

## Distribución
Astragalus eucosmus se distribuye por Alaska, EE. UU., Canadá y Rusia.

## Taxonomía
Fue descrita científicamente por B. L. Robins. Fue publicado en Rhodora 10: 33 (1908).
Sinonimia
- Astragalus parviflora Nutt. ex Torr. & A. A. Gray
Astragalus parviflorus (Pursh) Rydb.
Astragalus atratum Rydb.
Astragalus sealei Lepage
Astragalus parviflorus (Pursh) Mac Mill.
Astragalus eucosmus facinorum Fernald
Astragalus eucosmus sealei (Lepage) Hultén